# Warcraft: Orcs & Humans
A Warcraft: Orcs & Humans egy valós idejű stratégiai játék, amit a Blizzard Entertainment fejlesztett és adott ki 1994-ben. A Command & Conquer mellett ez a játék tette igazán népszerűvé az RTS műfajt.
A játék Azeroth királyságában játszódik, ami a Warcraft világ része. Az események, melyek itt szerepelnek, a Warcraft történelemben az Első Háború néven ismertek.

## Történet
Medivh, egy ember varázsló, az utolsó Őrző, a régen halottnak hitt titán, Sargeras hatása alá kerül. A hatalomvágytól elvakítva felajánlja Azeroth világát a vérszomjas orkoknak, cserébe a titán erejéért és az ork Horda vezetéséért.
Az orkok megkezdik az inváziójukat, de először visszaverik őket, és maga Medivh is meghal. Azonban később fordul a hadiszerencse és az orkok megölik Llane királyt, kirabolják Stormwind erődjét (Azeroth királyságának fővárosát), és elűzik az embereket, akik az északi Lordaeron királyságában találnak menedéket (ezzel lefektetve a Warcraft II: Tides of Darkness történetét).

## Egységek és épületek
Mint a legtöbb valós idejű stratégiai játékban, itt is két szembenálló féllel játszhatunk: a nemes emberekkel és a szilaj orkokkal. Legtöbb küldetés célja: elpusztítani az ellenséget.
A dolgozó egységek a Human Peasant (Paraszt) és az Orc Peon. Fát vágnak, aranyat bányásznak, épületeket építenek és javítanak. Az épületek még fejlettebb és erősebb egységek gyártását vagy kifejlesztését teszik lehetővé.
A különböző harci egységek más és más célokat szolgálhatnak. A Footmen (Gyalogos) vagy a gyorsabb és erősebb Knight (Lovag) az alapvető közelharci egységek. Közelről támadnak és megvédik a gyengébb egységeket. Az Archer (Íjász) és az Orc Spearmen (Dárdás) távolról harcoló egységek, melyek bármilyen ellenséget meg tudnak támadni a lőtávon belül és menekülő, sebzett egységek levadászására is jók. A Catapult (Katapult) nagy sebzést okozó távolsági tüzérség, ami kilenc kockányi területen sebez, azonban üres területre nem lehet vele célozni, így mozgó célpont kilövésére nem alkalmas.
A papok (Cleric és Conjurer) könnyen sebezhető varázslók, akik gyógyítják a sebzett egységeket, a térkép bármely szegletét fel tudják deríteni, láthatatlanná tudnak tenni egy egységet, esőt és tüzet tudnak idézni, gyenge, de felderítésre alkalmas Skorpiókat, vagy nagyon erős Víz elementálokat (Water Elemental) tudnak hívni.
Ork párjaik a Necrolytek és a Warlockok, akiknek részben különböző varázslataik vannak: skorpiók helyett pókokat idéznek, a holtakat csontvázként fel udják támasztani, sebezhetetlenné tudnak tenni egy egységet, illetve meg tudják idézni a játék legerősebb egységét, a Démont (Daemon).
Az egyjátékos küldetésben egyéb semleges (támadható, de egyik félhez sem tartozó) egységgel is találkozhatunk, mint a Brigandok, ogrék, tűzelementálok, skorpiók, pókok, slime vagy csontvázak (ezeknek több páncélzatuk van mint az orkok által idézetteknek, de kevesebbet sebeznek).
Végül az egyjátékos módban van néhány speciális egység, akik a sorozat későbbi részeiben hősökké fejlődnek, az egyetlen, aki közvetlenül megjelenik egy másik Warcraft játékban, az Sir Anduin Lothar, aki a Warcraft II-ben tűnik fel újra.
Minden egységnek és épületnek megvan az ellenpárja a másik frakciónál, néhány varázslat kivételével minden egység ugyanolyan mint az ellenfél oldalán szereplő, néhány apró módosítással. Például az ork Spearmen nagyobbakat sebez, mint az emberek íjásza, azonban kisebb a lőtávja.
Az egyedüli egységek, melyeknek nincs ellenpárja, a Démonok (amiket az ork Warlockok idéznek) és a Víz Elementálok (amiket a Human Conjuererek idéznek). Mindkettő a frakció legerősebb egysége, azonban míg a Démonok közelharci egységek nagy sebzéssel és sok életerővel, addig a Víz Elementálok távolsági egységek.